# Gudmund Pedersson (Slatte)
Gudmund Pedersson (Slatte), död i juni 1542, var en svensk slottsloven och fogde.

## Biografi
Gudmund Pedersson (Slatte) var son till borgmästaren Peder Slatte i Stockholm och Magdalena Andersdotter (Orrhöna). Var 1521 en bland biskop Hans Brasks i Linköpings stift manhaftige, men kom samma år i konung Gustav Vasas tjänst. Han var från 1525 till 1526 fogde i Hofs län och var 14 augusti 1525 bisittare i konungens nämnd i Linköping och 23 januari 1526 i Eksjö. Gudmund Pedersson fick från 22 oktober 1526 till 24 september 1530 häradsrätten i  Sollentuna härad och nämnds 1526, 1529, 1531, 1534 och 1535 bland det rusttjänstskyldiga. Han var från 1527 till 1530 fogde på Stockholms slott och var 6 maj 1529 befullmäktigad underhandlare med de upproriska i Småland och Västergötland. Gudmund Pedersson satt 1529 i rätten över de upproriska i Strängnäs och fick 13 september 1529 Nydala kloster i förläning. Han fick 19 oktober 1529 i uppdrag att hålla konungsräfst i Småland och satt 10 september 1532 i konunganämnden i Kalmar, 19 januari 1533 i Västerås och 17 februari 1534 i Stockholm. Gudmund Pedersson blev 24 september 1533 slottsloven på Kalmar slott och upptas inte blev det rusttjänstskyldiga frälset 1537. Han sköts ihjäl  i slutet av juni 1542 på sin gård Gråskäl av Nils Dackes anhängare.

### Egendom
Gudmund Pedersson ägde Tyresö slott i Tyresö socken, som han erhöll genom sitt gifte, och Bergshamra gård i Solna socken, som han tillbytte sig 8 april 1531 av kung Gustav Vasa.

### Familj
Gudmund Pedersson gifte sig 1528 på Tyresö slott med Anna Bengtsdotter (Lillie), dotter av riddaren och riksrådet Bengt Gregersson (Lillie) och Märta Arentsdotter (tillbakaseende ulv). Anna Bengtsdotter var änka efter riksrådet Erik Ryning.